# Lutzomyia

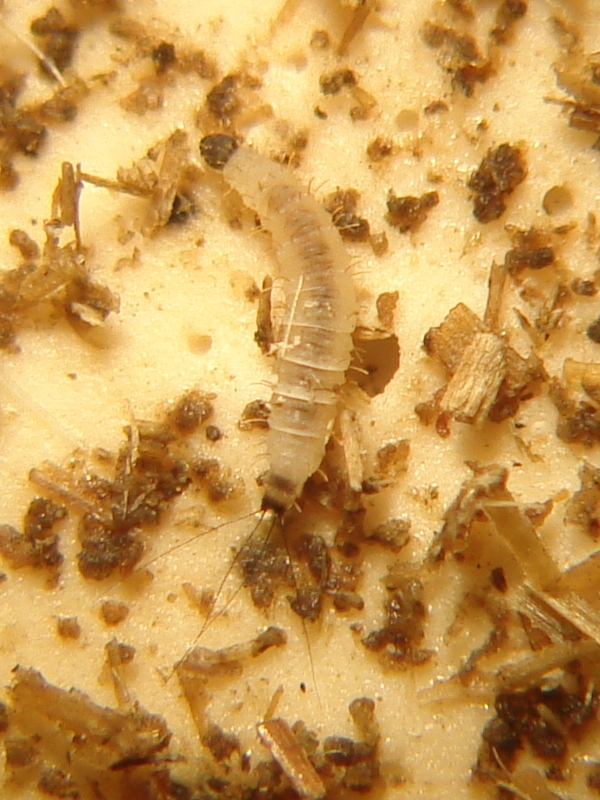
Личинка Lutzomyia longipalpis

Lutzomyia  (лат.) — род кровососущих двукрылых насекомых из подсемейства москитов, ведущих ночной образ жизни. Род насчитывает около четырёхсот видов.

## Описание
Распространены в основном в тропиках и субтропиках Западного полушария. Более тридцати видов Lutzomyia значимы как переносчики лейшманиозов Нового Света, а также бартонеллёза (болезни Карриона). Кровь высасывают только самки, производящие несколько сотен яиц, которые они откладывают в тёмных влажных местах, под камнями и гнилыми листьями. Три личиночных возрастных стадии развиваются около 2—3 месяцев и окукливаются, становясь взрослыми.
Мелкие двукрылые насекомые (от 2 до 4 мм), тело овальной формы, густо покрытое волосками. Усики с более чем 6 сегментами. Вид Lutzomyia wellcomei является переносчиком возбудителя кожного лейшманиоза в Южной Америке, а вид Lutzomyia olmeca — каучуковой язвы.

## Палеонтология
Род известен в ископаемом состоянии (бурдигальский ярус миоцена, 20-15 млн лет.): вид Lutzomyia adiketis обнаружен в Доминиканском янтаре на острове Гаити.

## Систематика
- †Lutzomyia adiketis Poinar, 2008 — Доминиканский янтарь, Гаити
- Lutzomyia aldafalcaoae Santos & al., 2001 — Бразилия
- Lutzomyia amazonensis
- Lutzomyia anthophorus (Addis, 1945)
- Lutzomyia apache Young, 1984
- Lutzomyia aquilonia (Fairchild and Harwood, 1962)
- Lutzomyia aragaoi
- Lutzomyia californica (Fairchild and Hertig, 1957)
- Lutzomyia cruciata (Coquillette, 1907)
- Lutzomyia cruzi Mangabeira
- Lutzomyia cubensis Fairchild and Trapido
- Lutzomyia diabolica (Hall, 1936)
- Lutzomyia forattinii Galati Rego Nunes & Teruya
- Lutzomyia hermanlenti Martins Silva & Falcão
- Lutzomyia intermedia Lutz & Neiva, 1912
- Lutzomyia lenti Mangabeira
- Lutzomyia longipalpis Lutz & Neiva
- Lutzomyia migonei
- Lutzomyia oppidana (Dampf, 1944)
- Lutzomyia sallesi Galvão & Coutinho
- Lutzomyia shanonni (Dyar, 1929) — от США до Аргентины[15]
- Lutzomyia stewarti (Mangabeira and Galindo, 1944)
- Lutzomyia tanyopsis Young, 1984
- Lutzomyia tejadai
- Lutzomyia termitophila Martins Falcão & Silva
- Lutzomyia texana (Dampf, 1938)
- Lutzomyia vexator (Coquillett, 1907)
- Lutzomyia whitmani Antunes & Coutinho, 1912
- Lutzomyia xerophila Young, 1983